# آیت سدرات سهل شرقی
آیت سدرات سهل شرقی (به فرانسوی: Ait Sedrate Sahl Charkia) یک کومون در مراکش است که در استان تنغیر واقع شده‌است. آیت سدرات سهل شرقی ۱۳٬۰۸۲ نفر جمعیت دارد.